# Сюйчжоуский метрополитен
Сюйчжоуский метрополитен — действующий с 28 сентября 2019 года метрополитен в Сюйчжоу, провинция Цзянсу, Китай. На всех станциях установлены либо автоматические платформенные ворота, либо платформенные раздвижные двери.

## История
Строительство началось в феврале 2014 года, первая линия была открыта 28 сентября 2019 года.

## Линии

### Линия 1
- 28 сентября 2019 года — открыто движение.

Линия проходит в направлении с запада на восток от станции Луво до Восточного вокзала, имеет длину 22,0 км и 18 станций. Все станции, за исключением Луво, подземные.

### Линия 2
Открыта 28 ноября 2020 года. Длина 24,2 км, 20 станций.

### Линия 3
Открыта 28 июня 2021 года. Длина 18,1 км, 16 станций.